# Primeira batalha de Panipate
A Primeira Batalha de Panipate foi travada em 21 de abril de 1526 entre as forças invasoras de Babur e o Império Lodi e é o evento que assinala o início do Império Mogol. Teve lugar nas proximidades da vila de Panipate, no que é atualmente o estado indiano de Harianá. Foi uma das primeiras batalhas com recurso a armas de fogo e artilharia de campanha.
Estima-se que as forças de Babur ascendessem a 15 000 homens e entre 20 e 24 peças de artilharia. Babur estimava que Lodi tivesse aproximadamente 100 000 homens, embora esse número contabilizasse também os seguidores de campanha. O número de combatentes real é estimado entre 30 000 e 40 000 homens e pelo menos 1 000 elefantes de guerra.